# Eddy Vanhaerens
Eddy Vanhaerens (Torhout; 23 de febrero de 1954). Fue un ciclista belga, profesional entre 1977 y 1988, cuyos mayores éxitos deportivos los logró en la Vuelta a España donde en obtuvo 2 victorias de etapa en la edición de 1982 .

## Palmarés
| 1977 - 1 etapa en la Volta a Cataluña 1978 - Circuito del Brabante occidental 1980 - 1 etapa en los Cuatro días de Dunkerque 1982 - 2 etapas en la Vuelta a España - 1 etapa en la Vuelta a los Países Bajos - 3 etapas en la Vuelta a Aragón y clasificación por puntos - Subcampeón de Bélgica de ciclismo en ruta - G.P. de Denain - Circuito de Houtland | 1983 - Gullegem Koerse - 2 etapas en la Vuelta a Aragón y clasificación por puntos - Omloop van de Vlasstreek 1984 - 1 etapa en la Volta a Cataluña 1985 - Halle-Ingooigem - Campeonato de Flandes 1986 - 1 etapa en la Vuelta a Dinamarca |

## Resultados en las grandes vueltas
| Carrera         | 1979 | 1980 | 1981 | 1982 | 1983 | 1984 | 1985 | 1986 | 1987 | 1988  |
| --------------- | ---- | ---- | ---- | ---- | ---- | ---- | ---- | ---- | ---- | ----- |
| Giro de Italia  | -    | Ab.  | -    | -    | -    | -    | -    | -    | -    | -     |
| Tour de Francia | -    | -    | -    | -    | -    | -    | -    | -    | -    | -     |
| Vuelta a España | Ab.  | -    | -    | 47.º | -    | 81.º | -    | -    | -    | 114.º |

-: no participa

Ab.: abandono